# David Vandenbossche
Pour les articles homonymes, voir Vandenbossche.
David Vandenbossche est un footballeur français né le 27 septembre 1980 à Dunkerque. Il est attaquant.

## Carrière
- 1998- janv. 2005 :  AJ Auxerre (19 matchs en D1, 4 matchs en C3)
  - janv. 2004-2004 :  LB Châteauroux (prêt) (13 matchs, 2 buts en D2)
- 2005-2008 :  LB Châteauroux (80 matchs, 9 buts en D2)
- 2008-2009 :  US Boulogne (14 matchs, 1 but en D2)
- fév. 2010-2010 :  FC Lausanne-Sport (11 matchs, 1 but en D2)
- 2010-2011 :  Paris FC (34 matchs en D3)
- 2011-2012 :  AJ Auxerre B
- 2012-nov. 2012 :  CO Avallon
- depuis nov. 2012-2013 :  AJ Auxerre B[1],[2]

## Palmarès
- Vainqueur de la Coupe de France en 2003 et 2005 avec l'AJ Auxerre
- Finaliste de la Coupe de France en 2004 avec Châteauroux